# Магнетофон
Магнетофонът е аналогово електронно устройство за запис и възпроизвеждане на звуци, което работи на принципа на намагнитването на магнетофонната лента.
Първият звукозапис на този принцип е направен от Валдемар Поулсен през 1898 г. Принципът на работа на магнетофона е на практика идентичен с този на по-късния касетофон, чиято магнитна лента е монтирана в компакт-касета.